# Stronghold (Computerspielreihe)
Stronghold (englisch für „Festung“) ist der Name einer überwiegend für Windows-PC erschienenen Computerspielreihe. Seit dem Jahr 2001 veröffentlichte die Firma Firefly Studios eine Reihe von Echtzeit-Strategiespielen, die sich des Themas des mittelalterlichen Burgenbaus annehmen. Neben dem strategischen Platzieren von Wällen und Türmen steht eine funktionierende Wirtschaft im Vordergrund. Die Spiele bieten weiterhin umfangreiche Möglichkeiten der Burgbelagerung.

## Charakteristika der Serie
Im Gegensatz zu den meisten Konkurrenzprodukten wie beispielsweise Die Siedler, Empire Earth oder Age of Empires, in denen das Zeitalter variiert, beziehungsweise Teil des Konzeptes ist, spielen alle Teile der Serie im Mittelalter. Daraus folgt vor allem die markante Eigenschaft, dass man seinem Gegner in Stronghold nicht durch das Upgraden von Fähigkeiten und den Aufstieg in das fortgeschrittenere Zeitalter, also mit besserer Technik, überlegen wird – wie etwa in Empire Earth oder Age of Empires –, sondern rein durch die effizienter funktionierende Wirtschaft und die wirksamere Militärtaktik bestechen muss. Dabei ist das Wirtschaftssystem aber, besonders verglichen mit dem der Siedlerreihe, in den ersten beiden Hauptspielen (Stronghold und Stronghold Crusader) einfacher strukturiert. Die einzige größere Herausforderung stellt die Konstanthaltung der Zufriedenheit und die Beschaffung der nötigen Grundrohstoffe dar.
Stronghold setzt vor allem Wert auf einen realistischen Burgenbau. Deshalb werden dem Spieler besonders im Bereich der Mauergestaltung viele Entscheidungsmöglichkeiten gelassen. Mit zahlreichen Fallen und Verteidigungsgeräten zählt es in dieser Hinsicht zu einem der umfangreicheren Spiele seiner Klasse. Auch lassen sich die Einheiten auf Wällen und Türmen frei bewegen, was weitere Verteidigungsstrategien ermöglicht.

## Spieleübersicht

### Stronghold (2001)

Logo zu Stronghold

Bei Stronghold handelt es sich um den ersten Teil der Serie und zugleich um den ersten veröffentlichten Titel des britischen Entwicklungsstudios Firefly Studios, das von ehemals führenden Designern des Spieleentwicklers Impressions Games (Lords of the Realm, Caesar-Reihe, Pharao, Herrscher des Olymp – Zeus) gegründet wurde. Der Titel erschien im Jahr 2001 für Windows, eine erweiterte Deluxeversion und eine Portierung für Mac OS folgten im Jahr darauf. Das Spiel erfreute sich bei der Veröffentlichung hoher Beliebtheit und guter Bewertungen. Es gilt neben dem Nachfolger Crusader als der beste Teil der Serie.

### Stronghold Crusader (2002)

Logo zu Stronghold Crusader

Stronghold Crusader erschien im September 2002 und ist die Fortsetzung beziehungsweise ein allein lauffähiges Add-on zu Stronghold, welches den Spieler in die Zeit der Kreuzzüge versetzt.
Beim Grafikdesign wurde eine komplett neue Wüstenlandschaft konzipiert. Das Spielprinzip hingegen wurde weitgehend vom Vorgänger übernommen. Die zwei größten Veränderungen stellen die in einem separaten Söldnercamp erhältlichen arabischen Einheiten und die von nun an ermöglichten Skirmish-Gefechte durch eine gemeinsame Karte mit Feinden und Verbündeten dar. Es wurden zudem noch einige Anpassungen für den Wirtschaftsteil vorgenommen, welche den Spieler deutlich abhängiger vom Handel und somit dem Bau eines Marktplatzes machen.
Stronghold Crusader wurde überwiegend positiv bewertet und zählt zusammen mit Stronghold zu den Klassikern der Serie.

### Stronghold Warchest (2003)
Stronghold Warchest ist die Erweiterung zu Stronghold und Stronghold Crusader, die ursprünglich nur in Nordamerika erschienen ist. Dessen Neuerungen sind nun allerdings auch Bestandteil von Stronghold Crusader Extreme. In Warchest gibt es acht neue Gegner beziehungsweise Verbündete, wobei drei davon bereits vor dem Erscheinen auf der Homepage von Stronghold zum Download bereitstanden. Der Charakter Sir Longarm war bereits Bestandteil der Ursprungsversion von Stronghold. Des Weiteren bietet die Erweiterung 30 neue Missionen, die, wie bei Stronghold Crusader auch, dem Schwierigkeitsgrad entsprechend angeordnet sind. In Warchest treten die historischen Charaktere König Phillip, und Kaiser Friedrich sowie der Sheriff von Nottingham auf.

### Stronghold 2 (2005)

Logo zu Stronghold 2

Stronghold 2 ist der dritte Teil der Serie, der am 29. April 2005 veröffentlicht wurde, und als erster der Reihe über eine frei drehbare 3D-Engine verfügt.
In Stronghold 2 wurden zahlreiche neue Funktionen und Gebäude hinzugefügt, welche dem Spiel eine bessere Spieltiefe geben sollten. So wurden auch komplett neue Ideen, wie ein Festbankettsystem, welches alleine für zehn zusätzliche Gebäude verantwortlich ist, ergänzt. Allerdings stellt die enorme Anhäufung von Neuerungen und somit auch eine deutliche Steigerung der Spielkomplexität einen oft genannten Kritikpunkt dar. Abgesehen davon wurde Stronghold 2 durchaus positiv angenommen. Trotzdem entwickelte sich die Reihe mit den folgenden Teilen eher wieder in Richtung Spielprinzip der Vorgänger zurück.

### Stronghold Legends (2006)

Logo zu Stronghold Legends

Im Jahr 2006 folgte der vierte Teil der Serie, Stronghold Legends.
Er baut grob auf Stronghold 2 auf, verlagert die Thematik aber in den Bereich Fantasy, Sagen und Legenden. Abgesehen von dem veränderten Thema und den so neu hinzugekommenen Einheiten und Gebäuden, wurde das Spielprinzip in Legends wieder dem ursprünglichen aus den ersten Teilen angeglichen. So gibt es beispielsweise keine Rattenplagen oder Seuchen mehr. Auch hat man drei verschiedene Völker (Gut, Eis und Feuer) eingebaut, unter welchen man eines wählen muss. Nach der Wahl richtet sich unter anderem die Bauverfügbarkeit und die Auswahl der Sondereinheiten. Alles in allem ist Stronghold Legends bei der Fachpresse mittelgut angenommen worden, konnte aber nicht – wie erhofft – an den Erfolg der frühen Teile anknüpfen.

### Stronghold Crusader Extreme (2008)
Im Mai 2008 erschien Stronghold Crusader Extreme, eine veränderte Wiederauflage von Stronghold Crusader aus dem Jahre 2002. Die neue und verbesserte Version bietet neben kleineren inhaltlichen Änderungen einen deutlich erhöhten Schwierigkeitsgrad, welcher selbst für erfahrene Stronghold-Spieler eine neue Herausforderung darstellen soll.
Das Spielprinzip wurde nahezu vollständig aus Crusader übernommen. Hauptziel der Entwicklung war es, riesige Massenschlachten von bis zu 10.000 Einheiten zu ermöglichen. Dazu wurde eine neue Gebäudeart zum schnelleren Aufbau von großen Armeen und eine spezielle Befehlsleiste für besondere Aktionen ergänzt.
Die Änderungen wurden eher negativ aufgenommen, da das Spiel dadurch insgesamt zu schwierig und unübersichtlich geworden sei. Zudem wurde bemängelt, dass ein zur Veröffentlichung fast sechs Jahre altes Spiel mit vergleichsweise wenigen Neuerungen für einen dennoch regulären Ladenpreis angeboten wird.

### Stronghold 3 (2011)

Logo zu Stronghold 3

Stronghold 3 erschien im Oktober 2011 und knüpft von der Handlung direkt an den ersten Teil an.
Stronghold 3 sollte nach dem vom Spielprinzip her sehr umfangreichen Vorgänger der Hauptserie Stronghold 2 zu den Kerninhalten der Reihe zurückkehren. Dabei wurden wie bereits bei Stronghold Legends einige Kürzungen und Vereinfachungen vorgenommen. Für neue Funktionen sorgen hauptsächlich die neuen Engines, allen voran die von Havok entwickelte Physik-Engine.
Trotz vereinfachten Spielprinzips wurde Stronghold 3 vor allem wegen zahlreicher Programmfehler kritisiert. Um der Kritik entgegenzuwirken, veröffentlichte der Entwickler daher mehrere Patches und eine unter anderem um diese Updates erweiterte Gold Edition des Grundspiels.

### Stronghold Kingdoms (2012)

Logo von Stronghold Kingdoms

Mit Stronghold Kingdoms erschien im Oktober 2012 das erste kostenlose MMO-Strategiespiel der Reihe. Es ist in 2D und soll grafisch an den ersten Teil anknüpfen, was zum Teil durch die gleiche Engine realisiert wurde.
Um spielen zu können, bedarf es des kostenlos herunterladbaren Stronghold-Kingdoms-Clients, auf dem man sich mit seinem Account anmelden muss.

### Stronghold Crusader 2 (2014)
Stronghold Crusader 2 ist eine Fortsetzung des Klassikers von 2002. Es basiert, wie der Vorgänger Stronghold 3 auch, auf der Vision-Engine von Trinigy und konzentriert sich wieder auf Geplänkel betonte Spielabläufe. Es wurde von Firefly selbst veröffentlicht und ist am 23. September 2014 erschienen.

### Stronghold: Warlords (2021)
Mit dem auf Stronghold Crusader 2 folgenden Ableger Stronghold: Warlords verlegte Firefly Studios das Szenario in das historische Asien. Insbesondere dreht es sich dabei rund um den Aufstieg der Qin-Dynastie und die Feldzüge der Mongolen. Das Spiel erschien am 9. März 2021 und stieß vor allem auf gemischte Kritiken.

### Stronghold: Definitive Edition (2023)
Stronghold: Definitive Edition wurde unter Verwendung der ursprünglichen Grafik, remasterter Musik, wiederkehrender Sprecher und erfahrener Entwickler des ersten Teils dieser legendären Serie sorgfältig neu aufgebaut und ist die ultimative Möglichkeit, die ursprüngliche „Schlosssimulation“ zu erleben. Nachdem der König verraten wurde und das Reich am Rande des Zusammenbruchs steht, müssen die Spieler ihre verstreuten Streitkräfte sammeln und sie gegen die furchtbaren Gegner Ratte, Schwein, Schlange und Wolf wieder vereinen. Über die ursprüngliche Geschichte hinaus marschieren die Spieler dann durch das verwüstete englische Hinterland auf der Suche nach Sir Longarms gefangenen Verwandten.